# La ciudad de los tísicos

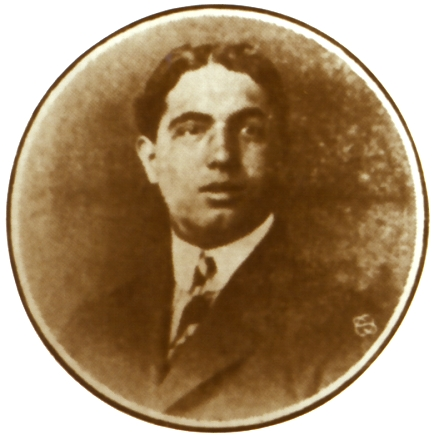
Abraham Valdelomar en 1910.

La ciudad de los tísicos es una novela corta del escritor peruano Abraham Valdelomar, subtitulada La correspondencia de Abel Rossel. Fue escrita en el año 1910 y publicada en Lima, en doce entregas de la revista Variedades, entre el 24 de junio y el 16 de septiembre de 1911. La obra afirmó el éxito de Valdelomar como prosista, hasta entonces conocido como dibujante y cronista periodístico.
El autor planeó después publicarla en un libro formal, en una especie de colección de novelas cortas que incluiría a La ciudad muerta (publicada también por entregas en una revista local) y La ciudad sentimental (obra al parecer no concluida y cuyos originales no se han conservado), pero no concretó dicho proyecto. Posteriormente se han hecho diversas ediciones de la obra, tanto individuales como integrando recopilaciones o selecciones.

## Características
Más que novela, se trata más bien de una crónica poemática, buena parte de la cual está escrita de manera epistolar. Se intercalan disertaciones artístico-filosóficas y poemas en verso. 
En el plano estilístico, la búsqueda de un refinamiento en el lenguaje artístico (esteticismo), la musicalidad de su prosa y el marcado decadentismo de influencia dannunziana (relacionado con una carga negativa en el ambiente y en la vida interior de los personajes), son sus principales características.

## Escenarios
Si bien el relato empieza desarrollándose en Lima y su centro histórico, el núcleo principal de la narración está ambientado en la “Ciudad “B” o la tétrica “Ciudad de los tísicos”, albergue de tuberculosos, cuya localización exacta no se alude en la novela, pero según lo aseveró el mismo autor se ubicaría en Chosica, en ese tiempo un aristocrático balneario semiandino, a cuarenta kilómetros al este de Lima. En aquella época se creía que la tuberculosis pulmonar se curaba en los climas altos y secos, por consiguiente, en Chosica (a mil metros de altitud) convergían los tísicos de Lima que no alcanzaban a llegar a Jauja (sierra central del Perú), la ciudad ideal de los tuberculosos.

## Estructura
La novela tiene tres capítulos de extensión muy desigual:
I.- El Perfume.
II.- La Quinta del Virrey Amat.
III.- La Correspondencia de Abel Rosell
Cada capítulo contiene apartados o subcapítulos, igualmente titulados. El último apartado del capítulo III, y por tanto, final de toda la novela, remite directamente al primero y la redondea con algún acierto. El segundo capítulo, en cambio, aparece como una inclusión arbitraria, donde el narrador, al hacer un tour o visita a los museos y otros monumentos históricos de la ciudad, hace especulaciones acerca de la muerte, tema que por lo demás es un elemento insubstituible del conjunto de la obra.

## Argumento
El narrador de la historia empieza compartiendo un recuerdo que le mantiene inquieto: cierta tarde que paseaba por el centro de la ciudad de Lima observa entrar en una tienda de perfumes a una mujer rubia vestida de un ceñido traje de terciopelo negro, a la que cree conocer, sin recordar de dónde. No logra acercársela, pues la mujer se retira apresuradamente, pero averigua su dirección y le envía un regalo y su tarjeta. 
Enseguida, el narrador se explaya en evocaciones coloniales al visitar la quinta del Virrey Manuel Amat y Juniet y de La Perricholi, al otro lado de la ciudad. Después, hace una especie de tour artístico por museos e iglesias del centro de Lima: hace en un elogio de las pinturas de Ignacio Merino, de los huacos y tejidos incaicos, de la escultura de la Muerte de Baltazar Gavilán y describe la tumba del conquistador Francisco Pizarro en la Catedral de Lima. 
Más adelante el narrador anuncia que debe tomar el tren rumbo a la ciudad “B”, la tétrica “ciudad de los tísicos” para visitar la tumba de su amigo Abel Rosell, fallecido poco tiempo antes, víctima del terrible mal. 
Antes de emprender el viaje, el narrador comparte las numerosas cartas que desde la ciudad “B” le había enviado Rosell. En ellas, éste le cuenta historias fantásticas cuyos protagonistas son personajes extraños, todos enfermos de tuberculosis. En especial, el misterio se cierne en torno a una mujer llamada Magdalena de Liniers, quien ingresa cada quince días en el sanatorio en busca de su esposo tísico. Su deseo de viajar nace, pues, de su necesidad de indagar en estos personajes fascinantes. 
Pero antes de iniciar el viaje el protagonista debe asistir a una cita con la misteriosa mujer de la tienda de perfumes, quien tras recibir el obsequio, lo ha invitado a su casa. El narrador descubre entonces su verdadera identidad: se trataba de la misma Magdalena de Liniers, quien le aconseja no realizar el viaje a la ciudad “B” "para no romper el encanto de lo misterioso".

## Personajes

### Personajes principales
- El Narrador es quien relata la historia, que se inicia cuando conoce a una misteriosa mujer, con quien logra hacer una cita. Lee también las cartas que le ha enviado su amigo, ya difunto, Abel Rosell, desde la “ciudad de los tísicos”. Entusiasmado por la descripción de aquel mundo y sus habitantes, decide visitarlo, pero antes se encuentra con la mujer misteriosa, de la que descubrirá su identidad. El narrador es un ser sensible, fino, delicado y muy cultivado. Conocedor de arte, literatura e historia, evoca con nostalgia la Lima de los Virreyes.

- Abel Rosell es el amigo del narrador que al momento de principiar la historia ya había fallecido de tuberculosis. Antes había vivido en París; de allí pasó a España y tras iniciarse su enfermedad se trasladó a Sudamérica, donde por consejo de los doctores se instaló en la ciudad “B”, asilo de tísicos situado en el Perú, desde donde le escribe a su amigo, el narrador, numerosas cartas, contándole sobre los extraños seres que habitaban dicho albergue, entre ellos, una enigmática mujer que visitaba cada 15 días a su marido tísico. A partir de esas cartas, el narrador imagina un mundo de misterio, al que ansía conocer.

- La mujer misteriosa (Magdalena de Liniers), la que impacta tanto al narrador, cuando la ve por primera vez en la perfumería, haciendo el pedido de un frasco del perfume de Flor de Lys, que normalmente demoraría en ser entregado. Por coincidencia, el narrador tenía en su maletín dos frascos de ese perfume y entonces ve la posibilidad de una aventura. Averigua la dirección de la dama y le envía el obsequio, adjuntándole su tarjeta. Acto seguido recibe una carta de la mujer donde le agradece el regalo y le invita a visitarla en su villa a la hora del té. El narrador, que justo esa tarde tenía planeado ir a la “ciudad B”, asiste a la cita y se entera entonces de la identidad de la misteriosa mujer: se llamaba Magdalena de Liniers y era nada menos que la enigmática visitante de la “ciudad” de los tísicos. Es una mujer esplendorosa, que cautiva a todo aquel que la observa.

### Personajes de la correspondencia de Rosell
Mundo extraño y fantasmal es aquel albergue de tísicos descrito en la correspondencia de Abel Rosell y nombrado como la “ciudad B”, habitado por enfermos procedentes del extranjero, de toda condición social y cultural, y que actúan como poseídos, esperando la muerte inevitable, aunque no por ello dejan de vivir cada momento intensamente. Muchas incógnitas relacionadas con dicha “ciudad” y sus moradores quedan sin responder, siendo evidente la intención del autor de crear un ambiente de misterio. Mencionaremos sumariamente a los habitantes de dicha “ciudad de los tísicos” (exceptuando a Abel Rosell, que ya ha sido mencionado):
- Alphonsin, “un tipo originalísimo y artístico”, que se hace amigo de Rosell. Aficionado de la pintura y la poesía, había vivido en París y Londres; en esta última ciudad había contraído la enfermedad. Sensible e imaginativo, interpreta a su manera los signos que el mundo le presenta, formulando muchas veces teorías extrañas acerca de estos.

- Armando y Margarita, la pareja de tísicos, que vivían en una esplendorosa casa a la que llaman la “villa rosada”. Se llamaban en realidad Aníbal Besnardi y Rosa Áurea; sus apelativos eran en alusión a Armando Duval y Margarita Gauthier (se pronuncia “gotié”), personajes de la novela “La dama de las camelias” de Alejandro Dumas hijo, pues al igual que ellos se profesaban un amor ardiente a pesar de la adversidad. Margarita era la primera que había contraído el mal, pero Armando no la abandonó y la siguió hasta el asilo, donde a la postre se contagió. Se casan en el albergue, en una ceremonia a la que asiste Rosell, y llegan a tener una niña, a quien bautizan como Elizabeth.

- Eva María, mujer apasionada, quien amanece muerta en la casa de Margarita, a la mañana siguiente de la boda, tendida en un diván, con una expresión serena y los labios entreabiertos. En la víspera la había besado un ebrio Rosell, en plena oscuridad y sin reconocerla, quien se quedó dormido a sus pies.

- Felipe Liniers, un hombre rico y licencioso, que vivía retirado en su villa y tenía como amante a otra tísica, llamada Egadí. Sin embargo tenía una esposa, sana, que vivía en la capital y le visitaba puntualmente cada 15 días, la ya mencionada Magdalena de Liniers.

- Egadí, la ardorosa tísica, amante de Felipe Liniers, a quien no quería soltar, aun cuando se presentaba Magdalena, la “auténtica” esposa.

- Claudio, amigo de Rosell, obsesionado por la esposa de Liniers. Obliga a Rosell a acompañarle a la estación del tren, para ver a Magdalena, cuando esta llegaba procedente de la capital a visitar a su marido.

- Rosalinda la triste, la tísica mística, que solía orar en la gruta de una Virgen, suplicando por un bienestar que jamás llegaría; “triste, silenciosa, maligna, gran coqueta en silencio”, de ella se enamora Rosell.

- El Cónsul Cortéz, de México, calvo, alto y seco. Le acompañaban dos de sus hijos: Mary, una muchacha ardiente, y Eduardo, un joven gordo, acuarelista. Todos tísicos.

- Sor Luisa de la Purificación, una monja de convento, que llevaba siempre una pesada cruz de plata. Una criatura buena y apacible. La apodan cariñosamente “palomita”.

- Gastón el buenmozo, quien es visitado frecuentemente en su villa por muchas tísicas “enamoradas e impacientes” entre ellas la hija del Cónsul.

Eduardo hijo del cónsul mexicano quien muere días antes del bautismo de elizabeth
Elizabeth hija de armando y margarita la cual va a ser bautizada pero la mayoría de los tísicos mueren antes
Mary mujer muy bonita que está detrás de Gastón el buenmozo.

## Crítica
Esta novela, como muchos críticos lo han señalado, presenta una notable influencia modernista. El refinamiento verbal, el ambiente de misterio, la fantasía decadente, la imagen del artista y la mujer fatal son algunos tópicos modernistas que la novela expresa con claridad. Por otro lado, junto con la intromisión de elementos cosmopolitas (Valdelomar estuvo influenciado sobre todo por los escritores decadentistas de fines del siglo XIX y por Edgar Allan Poe) existe en la novela un intento por asumir una tradición propia, con lo cual Valdelomar se revela como un representante del llamado modernismo hispanoamericano.
El afán por asumir la tradición indígena y la europea se pone de manifiesto en la segunda parte, con los relatos que evocan representaciones artísticas prehispánicas y coloniales. En este sentido, la obra presenta una dimensión no solo estética sino también política, al ingresar, de algún modo, al debate acerca de la tradición y la identidad nacional.
Es preciso aclarar que el fragmentarismo de su estructura (que en un principio puede hacer que la novela parezca un tanto confusa) es una estrategia cuyo objetivo fundamental es capturar la atención y mantener el clima enigmático durante toda la novela.